# Včelary

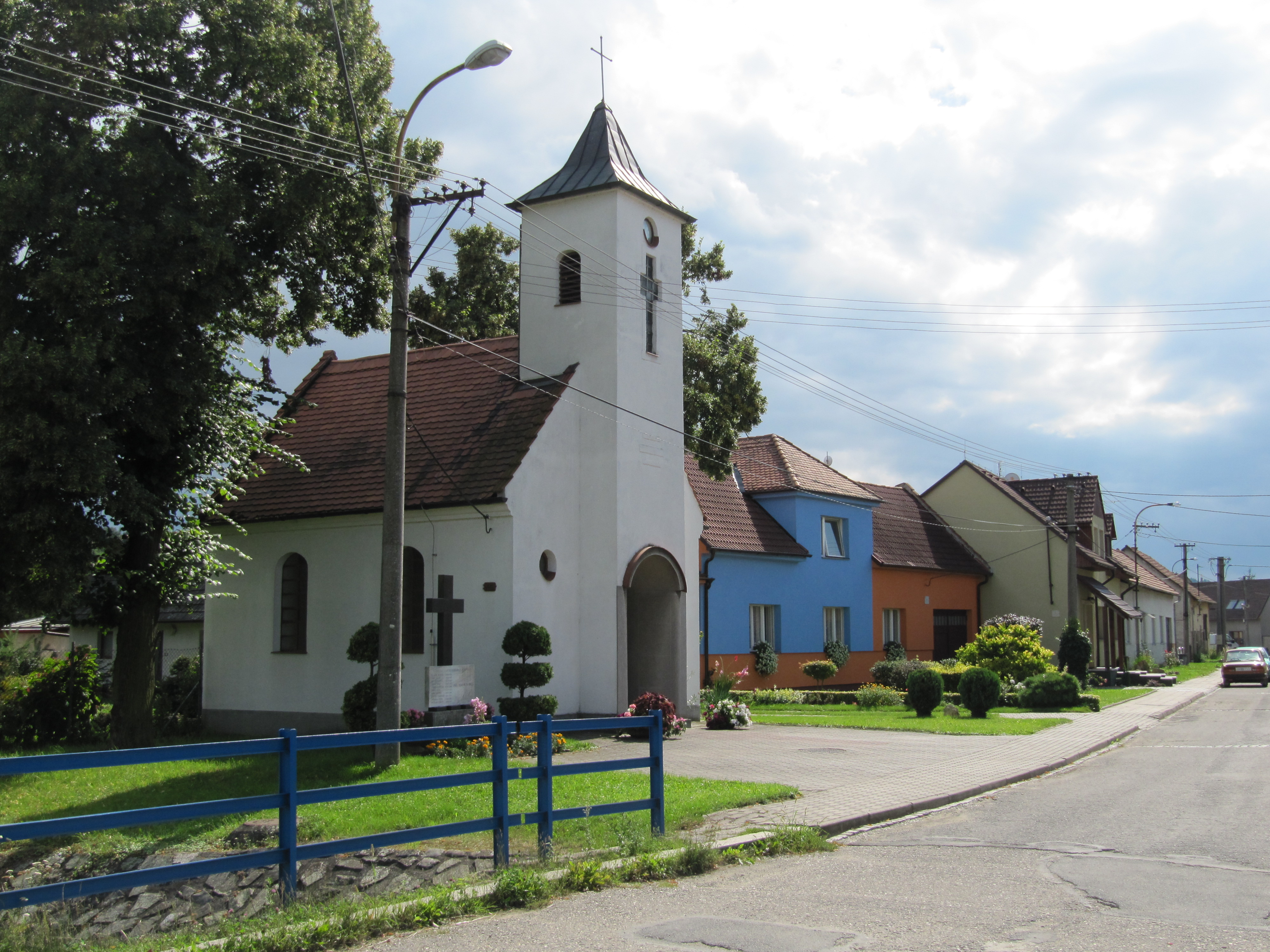
Kapelle der Jungfrau Maria

Včelary (deutsch Wceral, 1939–1945 Zeidelweid) ist ein Ortsteil der Gemeinde Bílovice in Tschechien. Er liegt sieben Kilometer nordöstlich von Uherské Hradiště und gehört zum Okres Uherské Hradiště.

## Geographie
Včelary befindet sich am nordwestlichen Fuße der Prakšická vrchovina im Dolnomoravský úval (Südliches Marchbecken). Das Dorf liegt an einer Flussschleife der Březnice am Rande des Naturparks Prakšická vrchovina. Nordöstlich erhebt sich der Štěrky (233 m), im Südosten die Vrchovina (331 m), Rovná hora (350 m) und der Lovisko (349 m) sowie im Süden die Rovnina (336 m).
Nachbarorte sind Topolná im Norden, Březolupy im Nordosten, Bílovice im Osten, Prakšice, Lhotka und Hradčovice im Südosten, Mistřice im Süden, Jarošov im Südwesten, Kněžpole im Westen sowie Cerony, Babice und Spytihněv im Nordwesten.

## Geschichte
Archäologische Funde von Steinwerkzeugen belegen eine frühzeitliche Besiedlung des Gebietes durch Mammutjäger bis in die Altsteinzeit. In der Flur Kuchyňky wurde zudem ein Mammutstoßzahn aufgefunden.
Das heutige Dorf wurde während der großen Kolonisation der Gegend im 14. Jahrhundert gegründet. Die erste schriftliche Erwähnung erfolgte 1385 als Teil der Herrschaft Veselí. Im Jahre 1406 wurde der Ort als Wczelarzie bezeichnet. 1482 kaufte die Stadt Hradiště das Dorf auf. Während des Dreißigjährigen Krieges wurde Včelary 1643 von den Schweden niedergebrannt. Im Hufenregister von 1656 sind nur noch neun Anwesen als bewirtschaftet aufgeführt. Im Jahre 1670 wurde der Ort Wcžeraly genannt. Seit dem 17. Jahrhundert bestand eine Wassermühle. 1834 lebten in dem Dorf 79 Erwachsene und zwölf Kinder. Sämtliche Bewohner gehörten der tschechischen Volksgruppe an. 1846 wurde das Dorf als Wčeláry bezeichnet. Die Fischereirechte in der Březnice besaß die Stadt Hradisch. Bis zur Mitte des 19. Jahrhunderts blieb das Dorf immer Teil der Güter der Stadt Hradisch.
Ab 1850 bildete Wčerály / Wceral eine  Gemeinde in der Bezirkshauptmannschaft Hradisch. Die Schule in Wčerály wurde 1863 eingeweiht. 1872 wurde die Gemeinde als Včeraly bezeichnet. Der Heutige Ortsname Včelary ist seit 1881 gebräuchlich. Im Jahre 1900 umfasste das Gemeindekataster neben Feldern, Gärten, Wiesen und Weiden auch einen Weinberg von einem Hektar Ausdehnung. Während der deutschen Besetzung erhielt die Gemeinde den Namen Zeidelweid. Ende 1960 wurde Včelary nach Bílovice eingemeindet. 1991 lebten in dem Dorf 349 Personen. Beim Zensus von 2001 lebten in den 99 Häusern von Včelary 344 Menschen.

## Sehenswürdigkeiten
- Kapelle der Jungfrau Maria, erbaut 1945
- Praplečka, Figur eines "prähistorischen Rades", geschaffen 2004